# Fernando Sor

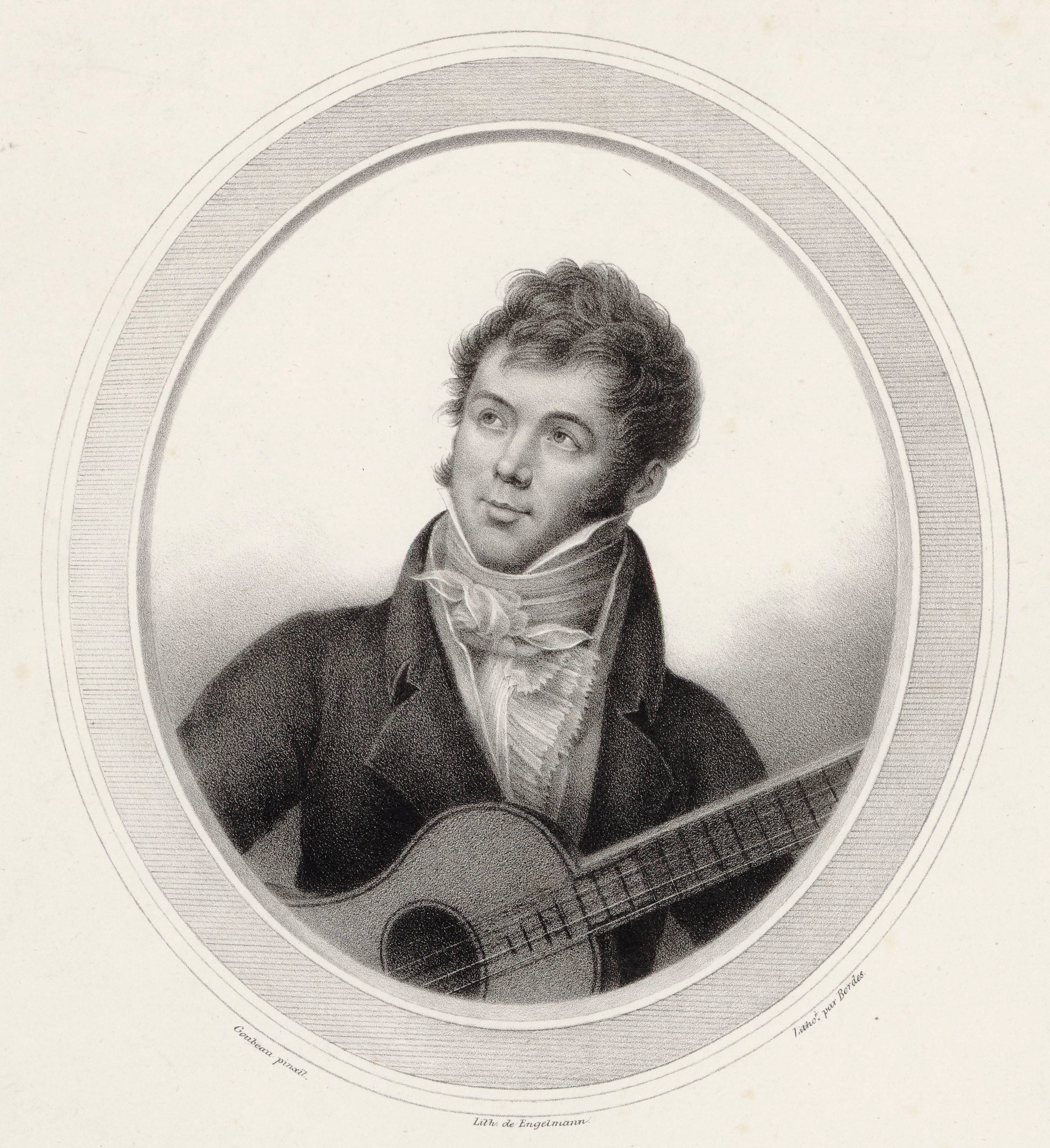
Fernando Sor, vor 1826

Fernando Sor (getauft als Joseph Fernando Macari Sors am 14. Februar 1778 in Barcelona; † 10. Juli 1839 in Paris), im deutschsprachigen Raum auch unter dem Namen Ferdinand Sor bekannt, war ein spanischer Gitarrist und Komponist, der bedeutende Werke für die Gitarre und mit weniger Erfolg auch Opern und Ballette schuf.

## Leben
Fernando Sor(s) wurde 1778 oder 1780 in Barcelona geboren. Als 1790 sein Vater starb, hatte die Familie kein Geld mehr für die Fortsetzung des Musikunterrichts von Fernando. Im Jahr darauf aber konnte ihn seine Mutter in der Klosterschule Montserrat unterbringen, die kostenlos war und in der vor allem Musik unterrichtet wurde. 1795 verließ Sor die Schule und begann in Barcelona eine militärische Laufbahn; er besuchte vier Jahre lang die Armeeschule, die ihm sehr gut gefiel.

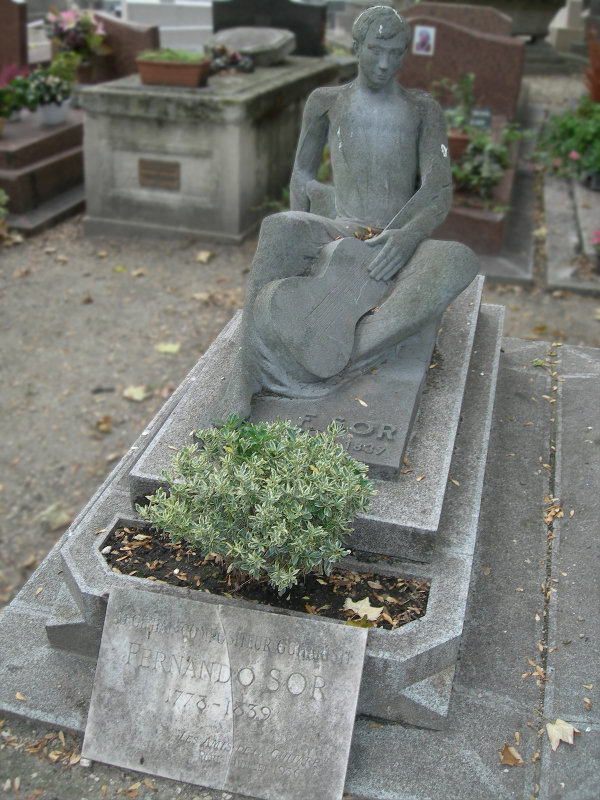
Grab von F. Sor auf dem Friedhof von Montmartre in Paris

Im Jahr 1796 schrieb er seine ersten Gitarrenstücke. Seine erste Oper Il Telemaco nell’ isola di Calipso entstand 1797; insgesamt wurden in Barcelona 15 Vorstellungen im Teatre de la Santa Creu, dem heutigen Teatre Principal, gegeben. 1802 übernahm Sor einen Posten als Gutsverwalter in Barcelona, 1804 erhielt er einen königlichen Verwaltungsposten in Andalusien. Um diese Zeit erwarb er wahrscheinlich seine Gitarre von Fernando Rada. 1809 leistete Sor einen Eid auf den Bruder von Napoleon Bonaparte, der zu der Zeit als Joseph I. König von Spanien war. Infolgedessen wurde er Polizeihauptkommissar der andalusischen Provinz Jerez. 1813 mussten die Franzosen Spanien verlassen. Sor folgte ihnen als sogenannter Afrancesado nach Paris und kehrte nie in seine Heimat zurück. Er übersiedelte nach London und war dort als Gitarrist und Komponist von Ballettmusik und Werken für Orchester, Klavier, Gesang und Gitarre sehr erfolgreich. Sein zu Lebzeiten größter Erfolg war das 1822 im King’s Theatre uraufgeführte Ballett  Cendrillon (Aschenbrödel). 1823 übersiedelte Sor nach Moskau. Dort wurde am 6. Januar 1825 u. a. mit Sors Ballett Cendrillon das neue Bolschoi-Theater eröffnet. Außerdem komponierte er zur Krönung des Zaren Nikolaus I. das Ballett Hercules et Omphale und für die Totenfeier Zar Alexanders in St. Petersburg einen Trauermarsch. Im Herbst 1826 kehrte Sor nach Paris zurück. In Frankreich konnte Sor als Gitarrist und Komponist bald Fuß fassen, zumal sein Verleger und Landsmann Salvador Castro bereits kleinere Gitarrenstücke im Journal de musique étrangère pour la Guitare veröffentlicht hatte. In Paris veröffentlichte Sor dann sein bereits 1814 in Auftrag gegebenes Opus 48 und 1830 seine Méthode pour la Guitare.
1839 starb Sor in Paris nach langer Krankheit an Zungenkrebs. Sein Grab liegt auf dem Cimetière de Montmartre. Zu seinem Freundeskreis gehörten Dionisio Aguado, den er in Madrid kennengelernt hatte, und Napoleon Coste, mit denen er mehrmals gemeinsam auftrat.
Er wurde als „Schubert der Gitarre“, „Beethoven der Gitarre“ oder „Mendelssohn der Guitarre“ bezeichnet. 1902 veröffentlichte Franz Sprenzinger eine auf einem Text von Ernest Shand basierende Kurz-Biographie, die mit den Worten beginnt: „Ein Riese unter den Guitarristen aller Zeiten, wenn nicht der grösste überhaupt, war Ferdinand Sor.“
Verheiratet war Sor mit der französischen Balletttänzerin Félicité Hullen. Aus der Ehe ging eine Tochter, Caroline, hervor, die aber bereits im Jahr 1837 starb.
Seit Februar 1980 ist auf seinem Grab auf dem Friedhof von Montmartre eine von Angel Peres geschaffene Statue aufgestellt.

## Werke

### Gitarre solo
- Op. 1: Six Divertimentos
- Op. 2: Six Divertimentos
- Op. 3: Theme and Variations
- Op. 4: Fantasia
- Op. 5: Six petites pièces
- Op. 6: Twelve Studies
- Op. 7: Fantasia
- Op. 8: Six Divertimentos
- Op. 9: Introduzione e variazioni su l’aria „O cara armonia“ (deutsch „Das klinget so herrlich“) (Variationen über ein Thema von Mozart aus Die Zauberflöte), London 1821
- Op. 10: Troisième Fantaisie
- Op. 11: Deux thèmes variés et douze menuets (2 variierte Themen und 12 Menuette)
- Op. 12: Quatrième Fantaisie
- Op. 13: Six Divertimentos
- Op. 14: Sonata Grand Solo
- Op. 15(a): Folies d’Espagne & Minuet
- Op. 15(b): Sonata
- Op. 15(c): Thème varié
- Op. 16: Variations on Nel cor più non mi sento
- Op. 17: Six Waltzes („Sechs Walzer“)
- Op. 18: Six Waltzes
- Op. 19: Six airs from The Magic Flute
- Op. 20: Theme and Variations
- Op. 21: Les Adieux
- Op. 22: Grande Sonata
- Op. 23: Fifth Divertissement
- Op. 24: Huit petites pièces
- Op. 25: Seconda Grande Sonata
- Op. 26: Introduzione e variazioni (Variationen über Que ne suis-je la fougère)
- Op. 27: Variations on Gentil housard
- Op. 28: Introduzione e variazioni (Variationen über Malbroug
(französisches Volkslied Malbrough s’en va-t-en guerre))
- Op. 29: Twelve Studies
- Op. 30: Septiéme Fantaisie et Variations Brillantes sur deux Airs Favoris connus (Erstveröffentlichung 1828)[7]
- Op. 31: 24 Leçons progressives (deutsch 24 fortschreitende Studien für Anfänger.[8])
- Op. 32: Six petites pièces
- Op. 33: Trois pièces de société
- Op. 35: 24 Exercices très utiles (deutsch: Etüden, op. 35.)[9])
- Op. 36: Trois pièces de société
- Op. 37: Serenade
- Op. 40: Fantasia su un’aria scozzese (Variationen über Ye banks and braes o’bonnie Doune)
- Op. 42: Six petites pièces
- Op. 43: Mes ennuis, six bagatelles
- Op. 44: 24 petites pièces
- Op. 45: Voyons si c’est ça
- Op. 46: Souvenir d’amitié
- Op. 47: Six petites pièces progressives
- Op. 48: Est-ce bien ça? (darunter ein Menuett mit Variationen)
- Op. 50: Le calme
- Op. 51: A la bonne heure
- Op. 52: Fantaisie villageoise
- Op. 54: Morceau de concert
- Op. 56: Souvenirs d’une soirée à Berlin
- Op. 57: Six valses et un galop
- Op. 58: Fantaisie
- Op. 59: Fantaisie élégiaque
- Op. 60: Introduction à l’étude de la guitare (deutsch Einleitende Etüden[10])

### Duos
- Op. 34: L’Encouragement
- Op. 38: Divertissement
- Op. 39: Six Valses
- Op. 41: Les deux amis
- Op. 44 bis: Six Valses
- Op. 49: Divertissement militaire
- Op. 53: Le premier pas vers moi
- Op. 54 bis: Fantaisie
- Op. 55: Trois duos
- Op. 61: Trois petits divertissements
- Op. 62: Divertissement
- Op. 63: Souvenir de Russie

## Trivia
In dem Roman Senyoria des katalanischen Autors Jaume Cabré spielt Fernando Sor (dort unter dem Namen Nando Sorts) eine wichtige Rolle als Freund eines der Protagonisten.
1991 wurde ein Asteroid nach Fernando Sor benannt: (4865) Sor.
Das Centro Culturale „Fernando Sor“ in Rom veranstaltete den Concorso Internazionale Di Chitarra „Fernando Sor“.